# Babirusa buruská
Babirusa buruská (Babyrousa babyrussa) je druh prasete, který se vyskytuje na indonéských ostrovech Buru, Mangole a Taliabu.
Za formální autoritu druhu se považuje Carl Linné, který v roce 1758 druh popsal jako Sus babyrussa v 10. vydání Systema naturae. Druh byl později přeřazen do rodu Babyrousa. Původně se o tomto taxonu uvažovalo jako o druhu se třemi poddruhy, avšak po studiích z roku 2001 a 2002 byly všechny poddruhy povýšeny na samostatné druhy.
K morfologickým rozeznávacím znakům babirusy buruské patří tělo pokryté dlouhými a silnými chlupy (u ostatních babirus jsou kratší a řidší). Chomáč na konci ocasu je dobře vyvinut. Horní špičáky samců jsou typicky jen krátké a útlé. Tělo i zuby jsou poměrně malé.
Jedná se o zranitelný druh. Babirusa buruská má totiž omezený areál rozšíření a její přirozená stanoviště ubývají následkem těžby dřeva a přeměny původních pralesů na zemědělské plochy. V některých oblastech může docházet k lovu babirus nemuslimskými komunitami.